# Parallelia semilunaris
Parallelia semilunaris är en fjärilsart som beskrevs av George Francis Hampson 1918. Parallelia semilunaris ingår i släktet Parallelia och familjen nattflyn. Inga underarter finns listade i Catalogue of Life.